# Antoine-Jérôme Balard

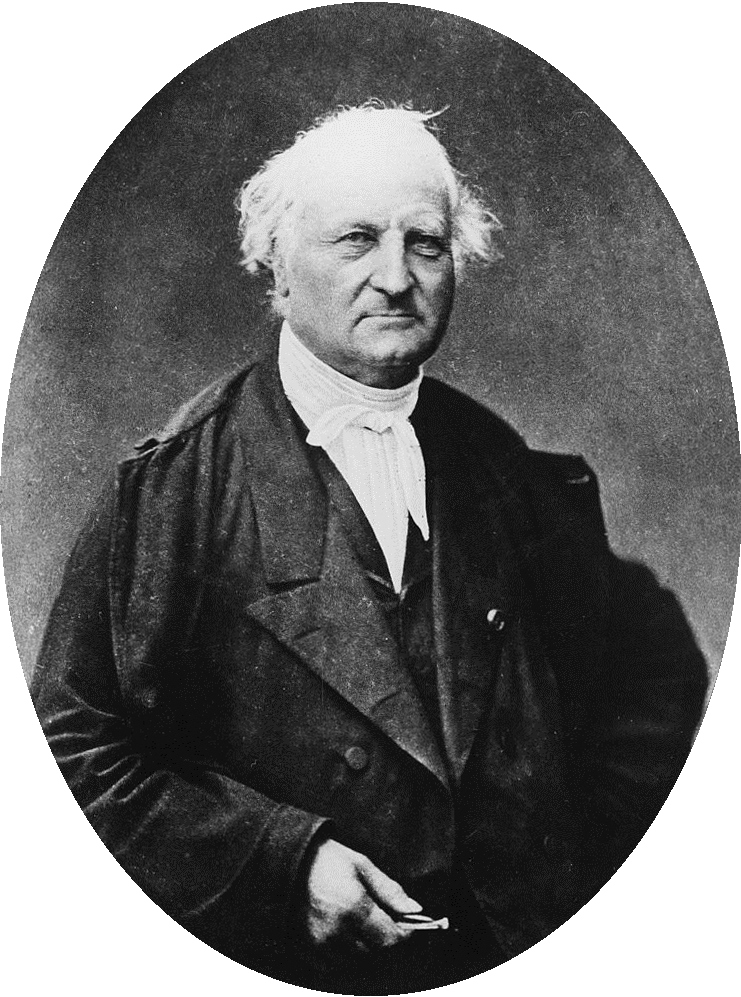
Antoine-Jérôme Balard

Antoine-Jérôme Balard (Montpellier, 30 september 1802 – Parijs, 30 april 1876) was een Frans scheikundige en de ontdekker van het element broom.
Balard werd geboren in Montpellier, waar hij vervolgens als apotheker werkte. Later werd hij assistent en vervolgens docent aan de Universiteit van Montpellier. In 1826 ontdekte hij dat in zeewater een stof voorkwam die op dat moment nog niet bekend was: broom. Deze ontdekking bezorgde hem een zodanige reputatie dat hij verkozen werd als opvolger van Louis Thénard als hoofd van scheikundefaculteit in Parijs. In 1851 werd hij aangesteld als hoogleraar scheikunde aan het 'College de France'. Daar was Marcellin Berthelot eerst zijn leerling, toen zijn assistent, en vervolgens zijn collega.
Balard overleed op 73-jarige leeftijd in Parijs.